# Галл (озеро, провинция Альберта)
Галл (англ.  Gull Lake) — озеро в провинции Альберта в Канаде.

## География
Расположено в центральной части провинции, западнее городка Лаком, между городами Эдмонтон и Калгари. Одно из средних по величине озёр Канады — общая площадь равна 80,6 км². Озеро широко известно, имеет удобное сообщение с крупнейшими городами Альберты, благодаря чистой воде и прекрасным песчаным пляжам является популярным местом отдыха.
Среднегодовое количество осадков равно 471 мм, а испарение составляет 640 мм в год. Озеро находится в бассейне реки Ред-Дир, но уже в течение длительного времени не имеет стока. Максимального уровня озеро достигало в 1924 году (901,45 метра), с тех пор уровень озера неуклонно падал на 6 сантиметров в год. Чтобы исправить положение, в 1977 году начата перекачка в озеро части стока реки Блиндмэн (Blindman River) по трубопроводу и каналу. Перекачка осуществляется не постоянно, а лишь тогда, когда зеркало озера опускается ниже определённого уровня. В среднем ежегодно перекачивается 0,011 км³ воды или 2 % его объёма.

## История
Первые поселенцы появились у озера в 1895 году, причем часть из них прибыла из США. К 1902 году большая часть земель была заселена, тогда же начала развиваться лесопильная промышленность. Первый 26-тонный пароход появился на озере в 1898 году, он использовался для перевозки леса и пассажиров у северного побережья.
В настоящее время большее значение имеют рекреационные возможности озера, активно строятся летние посёлки и кемпинги для отдыхающих. Имеются лодочные станции с вёсельными и моторными лодками (скорость последних ограничена 12 км/час), есть возможность заниматься виндсёрфингом и плаванием. Наиболее освоено южное и юго-восточное побережье озера, но постепенно индустрия отдыха приходит и на другие участки побережья.

## Флора и фауна
В бассейне реки растут смешанные леса. Основные породы деревьев: осина, бальзамический тополь, белая ель. В водах озера водится озёрный сиг, судак и северная щука. Развито спортивное рыболовство.
Провинциальный парк Аспен-Бич (Aspen Beach Provincial Park) находится у юго-западной оконечности озера и занимает площадь 2,15 км². Основанный в 1932 году, он является одним из старейших парков Альберты.